# آجر بدون کاه

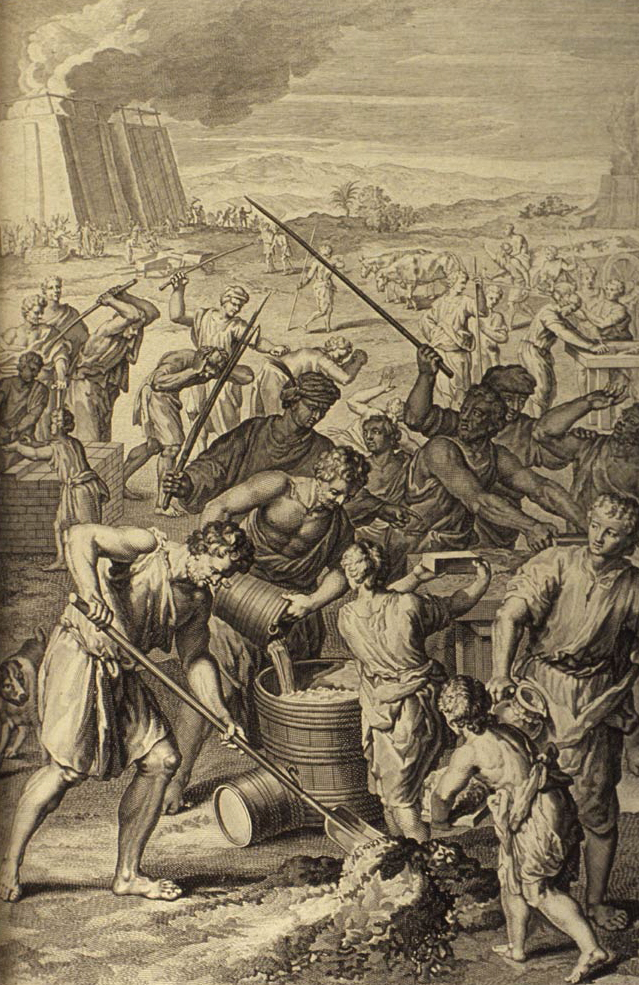
تصویری از اسارت عبرانیان در مصر که طی آن مجبور به ساختن آجر بدون کاه می شدند.

آجر بدون کاه (انگلیسی: Bricks without straw) عبارتی است که به کاری اشاره دارد که باید بدون منابع مناسب انجام شود.

## روایت کتاب مقدس
در سفر خروج ۵ (پرشات شموت در تورات)، موسی و هارون با فرعون ملاقات می‌کنند و پیام خدا را می‌رسانند. «قوم من را رها کن». فرعون نه تنها امتناع می‌کند، بلکه بنی‌اسرائیل را مجازات می‌کند و به ناظران خود می‌گوید: شما دیگر مانند آنچه تا به حال کردید به مردم کاه نخواهید داد تا آجر بسازند. «بگذارید بروند و برای خودشان کاه جمع کنند، اما همچنان همان تولید روزانه آجر را باید انجام دهند.» بنی اسرائیل از موسی و هارون شکایت می‌کنند که اکنون اوضاع را برایشان بدتر کرده‌اند و موسی نیز به نوبه خود از خدا شکایت می‌کند که هر بار که از طرف بنی اسرائیل نزد فرعون رفته، اوضاع برای آنها بدتر شده‌است. خداوند به موسی پاسخ می‌دهد که زمانی فرا خواهد رسید که خود فرعون واقعاً بنی اسرائیل را از مصر باستان بیرون خواهد کرد و اینکه خداوند از طرف عهد خود با پدرسالاران (پاتریارک)، بنی اسرائیل را با «دستی قوی و بازوی دراز» فدیه خواهد داد تا او را بشناسند.